# Terremoto de Lurigancho-Chosica de 2022
El Terremoto de Lurigancho-Chosica de 2022 fue un movimiento telúrico ocurrido el 7 de enero de 2022, a las 05:27, hora local (10:27 UTC), de magnitud 5.6 Mw a 19 km al noroeste de Lima, Perú. El temblor se sintió también en Chimbote y Trujillo.

## Resumen
El Centro de Operaciones de Emergencia Nacional emitió un reporte tras el sismo de magnitud 5.6 que tuvo como epicentro Lima y dio a conocer que hay una persona herida a causa del movimiento telúrico. Se trata de un hombre de aproximadamente 30 años que sufrió una fuerte caída cuando intentaba evacuar de su vivienda ubicada en Villa María del Triunfo, siendo hospitalizado en estado grave, posteriormente, en otro reporte se informo que otras 8 personas resultaron heridas y se registraron una vivienda afectada, deslizamientos de rocas, 3 niños rescatados, debido a una vivienda que se derrumbó. Finalmente, se brindo una cifra de 39 heridos.

## Impacto
El registro de impacto del terremoto fue de treinta y nueva personas heridas, cuatro viviendas civiles completamente derrumbadas, otras 17 afectadas entre ellos un centro de salud y un templo religioso. También el movimiento telúrico derrumbó piedras en la sección limeña de la ruta nacional PE-22 que conecta a Lima con los departamentos centrales, y dejó sin conexión eléctrica al cono sur del área metropolitana.

## Reacciones
Los primeros en reaccionar fueron periodistas de distintos medios de comunicación que ya emitían los noticieros matutinos, ellos sintieron el movimiento telúrico desde sus respectivos sets, pidiendo la calma a los televidentes porque ya iba a cesar, sin embargo, el movimiento continuaba que ya se notaban asustados. Incluso la periodista Giovanna Díaz, de Radio Exitosa, soltó una palabra malsonante y se retiró del estudio.
Minutos después, el entonces presidente de la República del Perú, Pedro Castillo, y la entonces presidenta del Consejo de Ministros, Mirtha Vásquez, publicaron sendos mensajes a través de Twitter, pidiendo calma a la población que percibió el sismo y que no hay reporte de víctimas mortales.